# 南安林氏民居
南安林氏民居，位于中国福建省泉州市南安市省新镇满山红村，为华侨建筑家林路回故里设计兴建的民居建筑群。清光绪三十四年（1908年）竣工。主体为宗祠、住宅和书房等4座并列，占地面积达3000平方米，前有石埕，水榭和水塘。建筑风格以泉州红砖、硬山顶、四合院加左右护厝的传统民居为主，角楼外观具西洋风格。内部装修部分采用进口水泥花砖。2005年5月11日公布为第六批福建省文物保护单位。2013年3月5日公布为第七批全国重点文物保护单位。